# Sierpc
Sierpc è una città polacca del distretto di Sierpc nel voivodato della Masovia.
Ricopre una superficie di 18,6 km² e nel 2007 contava 18 742 abitanti.